# Ekstase (Album)
Ekstase er et album med Mambo Kurt, som blev udgivet i 2002.

## Spor
- 1. "Raining blood (Intro)" (Slayer)
- 2. "Brazil"
- 3. "I just call to say I love you" (Stevie Wonder)
- 4. "Sweet child of mine" (Guns N' Roses)
- 5. "Zu spät" (Die Ärzte)
- 6. "Mädchen medley"
- 7. "Petra (Alle Mädchen wollen immer nur das eine)"
- 8. "Killing An Arab (The Cure)"
- 9. "Just Can't Get Enough" (Depeche Mode)
- 10. "Leck mich an den Füßen"
- 11. "Nigger" (Clawfinger)
- 13. "80's Medley" ("Final Countdown" (Europe) – "Eye Of The Tiger" (Survivor) – "Jukebox" (Foreigner))
- 14. "How You Remind Me" (Nickelback)
- 15. "Der Kiffer-Walzer"
- 16. "Hells Bells" (AC/DC)
- 17. "Polonaise" (Skjult nummer – Kate Bush "Wuthering Heights")